# Francisco Pérez Marín
Francisco Pérez Marín; (Santiago, 23 de julio de 1851 - Cauquenes, 14 de julio de 1919). Militar y político conservador chileno. Hijo de Francisco Pérez Larraín y Rosario Marín. Contrajo matrimonio con Javiera Lavín Urrutia.

## Carrera militar
Realizó sus estudios en la Escuela Militar, donde ingresó en 1865. Al inicio de la Guerra del Pacífico ya era Capitán del Regimiento Segundo de Línea (1879). 
Participó de las campañas contra Perú y Bolivia como ayudante del Estado Mayor. Con el grado de Mayor, hizo una expedición a Tarapacá y combatió en Tacna y en las batallas de la ocupación de Lima.

## Carrera política
Fue miembro del Partido Liberal Democrático, fue nombrado Intendente de Cautín (1887) y secretario personal del presidente José Manuel Balmaceda (1889), a quien apoyó cuando vino la Revolución de 1891 que lo derrocó.
Elegido Diputado por Itata y Maule (1891-1894), formando parte de la comisión permanente de Guerra y Marina. 
Después de su período legislativo, se dedicó a la agricultura en Cauquenes, explotando el fundo Del Rosario, donde falleció en 1919.